# Én és én meg az Irén
Az Én és én meg az Irén (eredeti cím: Me, Myself & Irene) 2000-ben bemutatott amerikai filmvígjáték-road movie, amelynek rendezői a Farrelly testvérek, főszereplői Jim Carrey és Renée Zellweger.
A helyenként durva szóhasználatot és obszcén humort is tartalmazó filmet magyarországi mozikban vetítették, feliratos DVD változatban megjelent.

## Rövid történet
Egy rendőr, aki miután éveken át folyamatosan elfojtotta dühét és érzéseit, pszichotikus összeomlást szenved, aminek eredményeképpen másik személyisége is a felszínre tör. 

## Cselekmény
|  | Alább a cselekmény részletei következnek! |

### Charlie megbetegedésének a története
Charlie Baileygates (Jim Carrey) egy Rhode Islandi kisváros, Jamestown 18 éves motorosrendőre. Élete a legnagyobb rendben, övé a város legszebb lánya. Mindez azonban egy pillanat alatt omlik össze, amikor az esküvőjükről hazatérve újdonsült felesége, Layla (Traylor Howard) egy pillanat alatt szerelmes lesz az esküvői limuzin törpe, fekete bőrű sofőrjébe, aki valójában egyetemi tanár, hihetetlen intelligenciája miatt Mensa tag, csak azért sofőrködik, hogy szociológiai tanulmányt írhasson az utasokról és a köznépről.
Egy év múlva az anya hármasikreknek ad életet, de a gyerekek bőrszíne gyanúsan sötét. Kollégái is összesúgnak a háta mögött, ő azonban nem vesz tudomást a furcsa jelenségről. Felesége végül őt és a három gyereket otthagyja a törpe professzor kedvéért. Charlie nem tudja feldolgozni a szakítást, egyfajta megfelelési kényszerbe menekül, ezután soha és senkinek nem mond ellent, aminek csak egy eredménye van: gyerekei és kollégái kivételével senki nem tiszteli, rendőri tekintélye pontosan nulla. Telnek az évek, Charlie kiváló apa, de embernek balek, rendőrnek pocsék. A gyerekek felnevelkednek, imádják fehér apjukat. Mindhárman a legközönségesebb gettónyelvezetet használják, de egyúttal valódi apjuknak köszönhetően elitegyetemre készülő zsenik.
Egy napon, mikor szomszédja szó nélkül elviszi a levélszekrényükből a reggeli újságjukat és a kutyáját is a házuk bejáratánál kakiltatja, rendőri szolgálata alatt egy tízéves kislány lehülyézi, egy tilosban parkoló autós ismerőse parkolósfiúként bánik vele, majd egy nőismerőse három telepúpozott bevásárlókocsival a boltban elépofátlankodik, hirtelen átszakad a gát, Charlie személyisége kettészakad, a bolti kasszánál állva előtör belőle új személyisége, a vele pontosan ellentétes Hank, aki azonnal megtorolja Charlie összes aznapi sérelmét. Ettől fogva ha Charlie számára megoldhatatlan probléma adódik, előbújik belőle a kemény, rettenthetetlen, lezser, cinikus, nőcsábász, önimádó, esetenként perverz, mindig fenyegetően suttogva beszélő Hank. Kollégái észreveszik a bajt, orvoshoz küldik. A diagnózis után hat óránként be kell vennie egy tablettát a betegség (és Hank) távoltartására. Charlie tünetmentesé válik, egyelőre folytathatja a munkát, de főnöke már nem bízik benne.

### Charlie és Irene utazása
Egy járőr a városka szélén leállít egy autót, mert törött az egyik hátsó lámpája. A kocsit egy fiatal lány vezeti, Irene P. Waters (Renée Zellweger), aki a közeli Block-szigetre készül, nővéréhez. Az adatok lekérdezése során kiderül, hogy körözés van kiadva ellene cserbenhagyásos gázolás miatt. Noha váltig állítja, hogy nem gázolt el senkit, az ügy tisztázása végett rendőri őrizetben be kell kísérni a kanadai határ mellett lévő Massena városba, onnan mintegy 700 kilométerre. Főnöke úgy gondolja, hogy Charlie számára jót tenne egy kis kikapcsolódás, megbízza, hogy motorján vigye el a lányt, de azt nem mondja meg neki, hogy az út eredményességétől teszi függővé, Charlie maradhat-e rendőr.
A motoros utazás New York állam legszebb részein vezet át. Noha egyikük rendőr, másikuk letartóztatott, semmi ellenérzés nincs közöttük, sőt, Charlie az út végére szerelmes is lesz a csinos lányba, persze nem mondja meg neki. Massene városban rögtön a rendőrségre mennek, ahol egy nyomozó, bizonyos Gerke hadnagy fogadja őket. A lányt két szövetségi ügynök egy motelbe viszi, mert rendőrök jelenléte nélkül akarják kikérdezni. Ott derül ki, hogy az ügy sokkal bonyolultabb egy könnyű gázolásnál. Dickie, Irene volt barátja nagyon csúnya ügyekbe keveredett, gyilkosság, vesztegetés, megfélemlítés, adócsalás, a szálak magasra vezetnek. Ő a bandavezér, de a városban bárki érintett lehet az ügyben. Nem tudják, de még Gerke hadnagy is benne van a bűnbandában, Dickie személyes jóbarátja.
Irene behozatalának egyik célja, hogy kihallgassák, a másik, hogy megvédjék, mert szerintük az élete veszélyben van. Noha semmit nem tud a sötét ügyekről, a lebukóban lévő társaság minden esetleges tanút eltüntet. A balesetet a nyomozók csak azért találták ki, hogy Irene behozatala ne kapcsolódjon a szövevényes bűnügyhöz. A kihallgatást egy érkező pizzásfiú csengetése zavarja meg, de őt félrelökve a símaszkot viselő Gerke hadnagy rohan be a szobába. Az egyik ügynököt lelövi, a másikat leüti. Irene az igazi célpont, de ő épp a mosdóban van a támadáskor, a lövéseket hallva elrejtőzik. Mivel tudja hol szállt meg Charlie, odarohan érte, majd hajnalban motoron elmenekülnek. A rohanásban azonban a gyógyszer a motelben marad.
Charlie a legjobb szándékkal segíteni akar, felhívja Gerke hadnagyot, akivel egy roncstelepen találkoznak. A nyomozó azonban segítség helyett leüti Charlie-t, majd Irene ellen fordul. Charlie magához tér, de ekkor már mint Hank. Az ezt követő csetepatéban sikerül Gerkét leütni, annak kocsiján menekülnek tovább. Most már Charlie is tudja, amit Irene sejtett, senkiben, még a helyi rendőrségben sem bízhatnak meg. Gerke természetesen később mindent Charlie nyakába varr, így saját roncstelepi leütését, kocsija ellopását, Irene elrablását, a szövetségi ügynök lelövését is. Tévéhír lesz a szkizofrén gyilkos, emberrabló rendőrből, már a fél ország őket keresi. Charlie azt javasolja, menjenek vissza Rhode Island államba, ott biztonságban lesznek és tisztességesen fogják kivizsgálni az ügyet. Azt nem tudja, hogy már ő is gyanúsított. Irene inkább eltűnne jó messzire.
Charlie elmondja az igazságot betegségéről, de gyógyszer híján személyisége folytonosan oda-vissza változik, a helyzetnek megfelelően. Általában a kedves Charlie, de ha bármi frusztráló, vagy veszélyes körülménnyel találkozik, azonnal előtör belőle a kötekedő és macsó Hank. Hanknak rossz tulajdonságai mellett mély igazságérzete is van, de a helyzeteket sokszor félreérti és rosszul kezeli, a lánnyal vagánynak vélt, de valójában alpári stílusban beszél és viselkedik. Agresszivitása és leleményessége jó szerepet játszik túlélésükben, de Irene a békés Charlie-t találja vonzóbbnak. Az egy testbe zárt két lélek egyre kevésbé viseli egymást.
Mivel a Gerkétől elvitt kocsit bizonyára körözik, azt egy bányatóba lökik, de a pénzüket elfelejtik belőle kivenni, csak néhány dollárjuk marad. A bányatótól gyalog folytatják az útjukat. Egy furcsa helyre kerülnek, ami egy jégkrémgyár és szórakoztatópark keveréke. Hank ötlete, Irene rúgja fejbe, utána vérző fejjel bemegy az irodába, biztos kap kártérítést. A fejberúgás kissé erősre sikerül, kártérítés helyett orrtörés, nyakhúzódás és mentő lesz belőle. A fájdalmakat persze nem Hank, hanem Charlie viseli. Charlie javaslatára megpróbálnak egy tehervonatra felkapaszkodni, ez végül pont neki nem sikerül, Irene is kénytelen miatta leugrani. Ezután egy kisvárosi étterembe vetődnek, ahol azonban Hank ismét visszatér. Összeismerkednek egy Casper nevű albínó, kissé szerencsétlen pincér fiatalemberrel. Hank a külsejéért előbb csúnyán megsérti, de Irene miatt bocsánatot kér tőle. Charlie egy autóskompon tér magához, ami a New York és Vermont államok közötti Lake Champlain tavon jár. Meglepve veszi észre, hogy Casper kocsijában ül, orra rendbe jött, álla viszont be van ragasztva. Elmondják neki, hogy Hank és Casper barátok lettek, ő is velük jön, sőt, pénzt is kölcsönöz nekik a meneküléshez. Az orrát és állát meg Hank kívánságára és Casper pénzén egy plasztikai sebész rendbe hozta, illetve kissé átalakította.
Az utazás Vermont államban folytatódik. Estére elérik Rutland városát, az éjszakát egy motelben töltik. Mikor Casper megtudja, hogy Charlie elmebeteg és esetleg gyilkos is, előad egy mesét, miszerint gyerekként baltával agyonverte az egész családját, most szabadult a börtönből. Charlie félelmében átkéredzkedik Irene szobájába, majd az éjszakát együtt töltik. Reggel azonban kiderül, Hank éjjel átvette a szerepét, Charlie nem is tud az éjszakai eseményekről. Reggelre egy bejelentés alapján Gerke hadnagy, és Boshane, az előző éjjel a motelban a símaszkos Gerke által leütött ügynök helikopterrel a helyszínre érkeznek, majd a helyi rendőrök körülveszik a motelt. Itt derül ki, hogy az ügynök is benne van az bandában, Gerke bűntársa, leütése is csak mímelt volt. Most már a cél Irene és Charlie azonnali likvidálása. A terv, hogy ketten fegyveresen rájuk törnek és végeznek velük, majd az őket kintről fedező rendőröknek azt hazudják, hogy rájuk támadtak.
A rendőrök Charlie három fiát is idehozzák a helikopterrel, hátha meg tudnák fékezni dühöngőnek mondott apjukat, de most Gerke és az ügynök parancsára egy rendőrautóval mégis elküldik őket. Ők gyanúsnak találják a dolgot, pár kanyarral odébb eltérítik a kocsit, a benne ülő rendőrrel bemondatják a rádión, hogy a két személyt elfogták. Mindenki odarohan, de a fiúk addigra eltűnnek a helikopterrel. Mivel zsenik, a helikopter német nyelvű kézikönyve elegendő számukra a gép vezetéséhez.
Mikor Irene és Charlie kilépnek a motelből, észre sem vesznek semmit, a rendőrök már elmentek a megtévesztő riasztásra. Míg alszik, otthagyják az elmebeteg családirtónak vélt Caspert, némi pénzt kölcsönvesznek tőle, majd vonattal utaznak vissza Rhode Island államba. Charlie elkövet egy hibát, hazatelefonál a rendőrségre, hogy melyik vonattal utaznak és mikor érkeznek haza. Kollégája jóhiszeműen felhívja Gerkét, ezután már személyesen Dickie van a nyomukban, a vonatfülkében rájuk támad. Hank azonnal visszatér, de a verekedésben végül Irene üti le a rosszfiút. A legközelebbi megállóban eltűnnének a vonatról, de Gerke és Boshane már várják őket, rájuk is lőnek. Irene visszaugrik a vonatra, Charlie lekési, de ellop egy kocsit, azzal indul utánuk. Hank és Charlie között már a tettlegességig fajul a viszony, de Irene megmentése érdekében időlegesen békét kötnek.
A vonat megérkezik az otthoni állomásra. Irene napszemüvegben, fejkendőben próbál meg eltűnni, de a magához tért Dickie elkapja, majd egy kisebb folyó feletti romos gyalogoshídra hurcolja, hogy megölje. A kocsival éppen megérkező Charlie utánuk rohan, ám a romos hídon fóbiája miatt képtelen átmenni. A gúnyos Hank beszólogat neki, lám, nélkülem semmire nem vagy jó, de Charlie összeszedi minden erejét és csak felmegy a hídra. Legyőzte saját félelmét, ezzel Hank is örökre eltűnt.
Az ingatag hídon megpróbálja a rosszfiút meggyőzni, hogy nincs hová menekülnie, adja át a pisztolyát. Dickie látszólag már benne is ven, ám csak elsüti a fegyvert, ezzel ellövi Charlie hüvelykujját. A következőt golyót is neki szánná, ám a motel óta a nyomukban járó Casper megmenti, egy pázsitnyilat lő Dickie hátába, Irene a folyóba esik. Charlie retteg a víztől, de utána ugrik. Végül az ellopott rendőrségi helikopterrel Rutland óta a nyomukban járó fiúk mentik ki mindkettőjüket. Időközben az FBI is beavatkozik, kiderül az igazság és kettejük ártatlansága, Gerkét és Bushane-t letartóztatják. Charlie megköszöni Caspernek, hogy megmentette az életét, bocsánatot kér, amiért miatta megint ölnie kellett. Casper elmagyarázza, csak azért találta ki a családirtó sztorit, hogy lazának tűnjön az elmebeteg gyilkosnak vélt Charlie szemében. Családja meg nem meghalt, hanem elment. Arizonában élnek, ahol egy albinó öt percig sem bírná ki a napsütést.

Dickie bandájának lebukásával Irene végre szabaddá válik, élheti saját életét. Charlie és ő fájó szívvel búcsút vesznek egymástól, majd Irene elindul. Néhány mérföld múlva azonban a rendőrök újra leállítják és autólopással gyanúsítják. Irene már meg sem lepődik. Nem tudhatja, a leállítás célja, hogy Charlie ezen a kissé teátrális módon kérje meg a kezét. A meggyógyult, később őrnaggyá kinevezett Charlie, Irene, a három fiú és Casper azóta boldogan élnek a kis házban. 
|  | Itt a vége a cselekmény részletezésének! |

## Szereplők

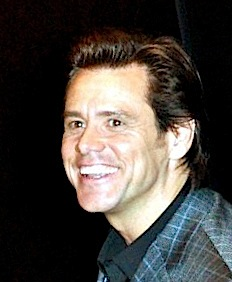
Jim Carrey (Charlie / Hank)

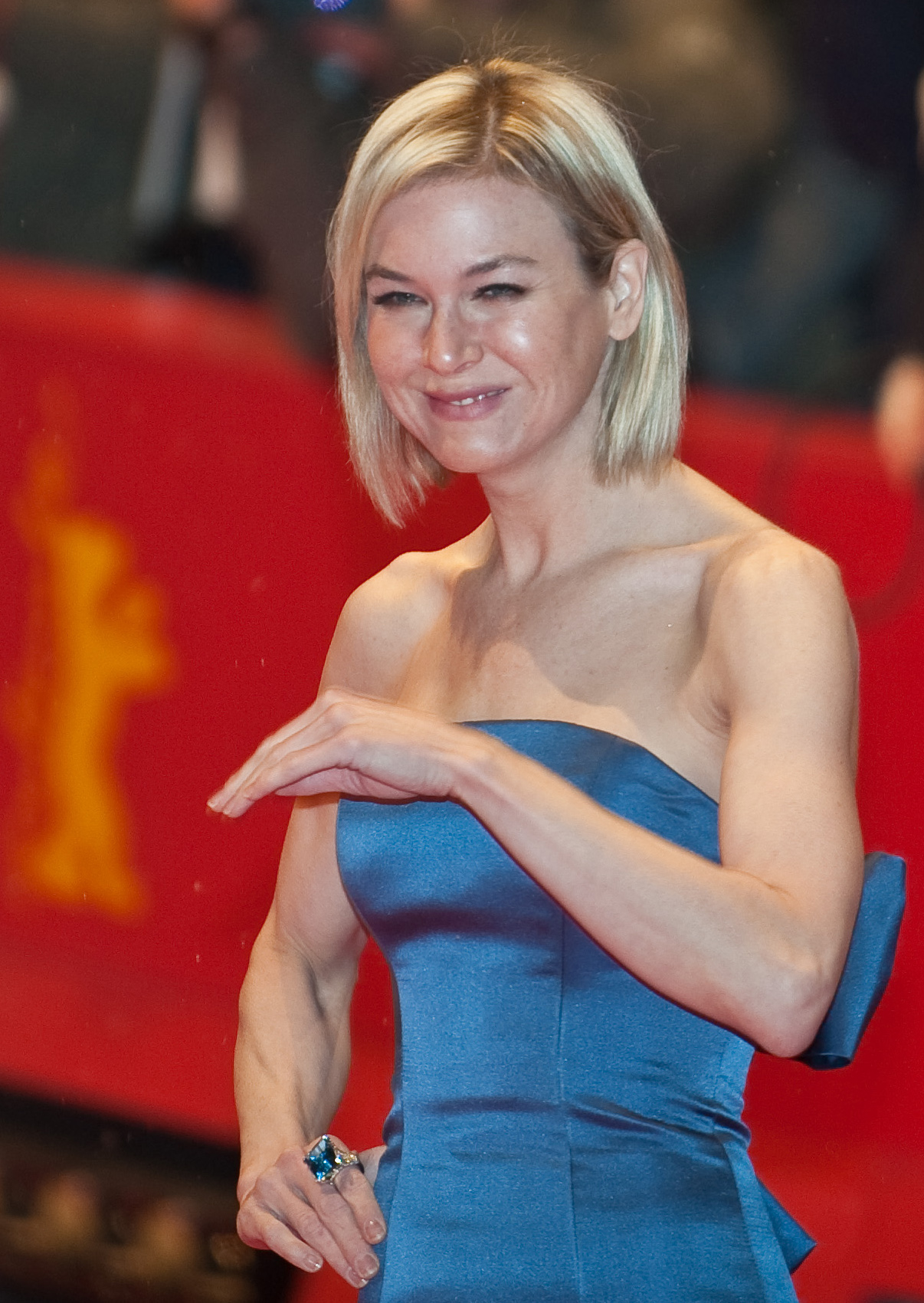
Renée Zellweger (Irene)

| Színész          | Szerep                                                          | Magyar szinkron     |
| ---------------- | --------------------------------------------------------------- | ------------------- |
| Jim Carrey       | Charlie Baileygates / Hank Evans, motorosrendőr                 | Kerekes József      |
| Renée Zellweger  | Irene P. Waters, ártatlanul bajba került fiatal lány            | Orosz Anna          |
| Chris Cooper     | Gerke, korrupt rendőrhadnagy                                    | Rosta Sándor        |
| Robert Forster   | Partington ezredes, Charlie parancsnoka                         | Varga T. József     |
| Daniel Grene     | Dickie Thurman, főgonosz, Irene volt barátja                    | Barabás Kiss Zoltán |
| Michael Bowman   | Casper / Hypo / Fehérke, kissé szerencsétlen albínó fiatalember | Breyer Zoltán       |
| Zen Gesner       | Peterson ügynök, becsületes környezetvédelmi nyomozó            | Honti Molnár Gábor  |
| Richard Jenkins  | Boshane ügynök, korrupt környezetvédelmi nyomozó                | Kristóf Tibor       |
| Anthony Anderson | Jamal Baileygates, Charlie aranyfogú fia                        | F. Nagy Zoltán      |
| Jerod Mixon      | Shonté Jr. Baileygates, Charlie kövér fia                       | Minárovits Péter    |
| Mongo Brownlee   | Lee Harvey Baileygates, Charlie kopasz fia                      | Schnell Ádám        |
| Tony Cox         | Shonté Jackson, törpe professzor és limuzinsofőr                | Szokol Péter        |
| Traylor Howard   | Layla Baileygates, Charlie felesége                             | Gubás Gabi          |
| Rob Moran        | Finneran rendőr, Charlie kollégája                              | Sörös Sándor        |
| Mike Cerrone     | Stubie, vidéki rendőr a tyúkkal                                 | Szűcs Sándor        |
| Herbie Flynn     | Herb, a fodrász                                                 | Kenderesi Tibor     |
| Lenny Clarke     | Rossz helyen parkoló férfi a fodrásznál                         | Kardos Gábor        |
| Richard Pryor    | Önmaga (archív TV felvétel)                                     | Juhász György       |
| Chris Rock       | Önmaga (archív TV felvétel)                                     | Csuja Imre          |
| Rex Allen, Jr.   | Mesélő, a történet narrátora (csak hang)                        | Orosz István        |

## Helyszínek

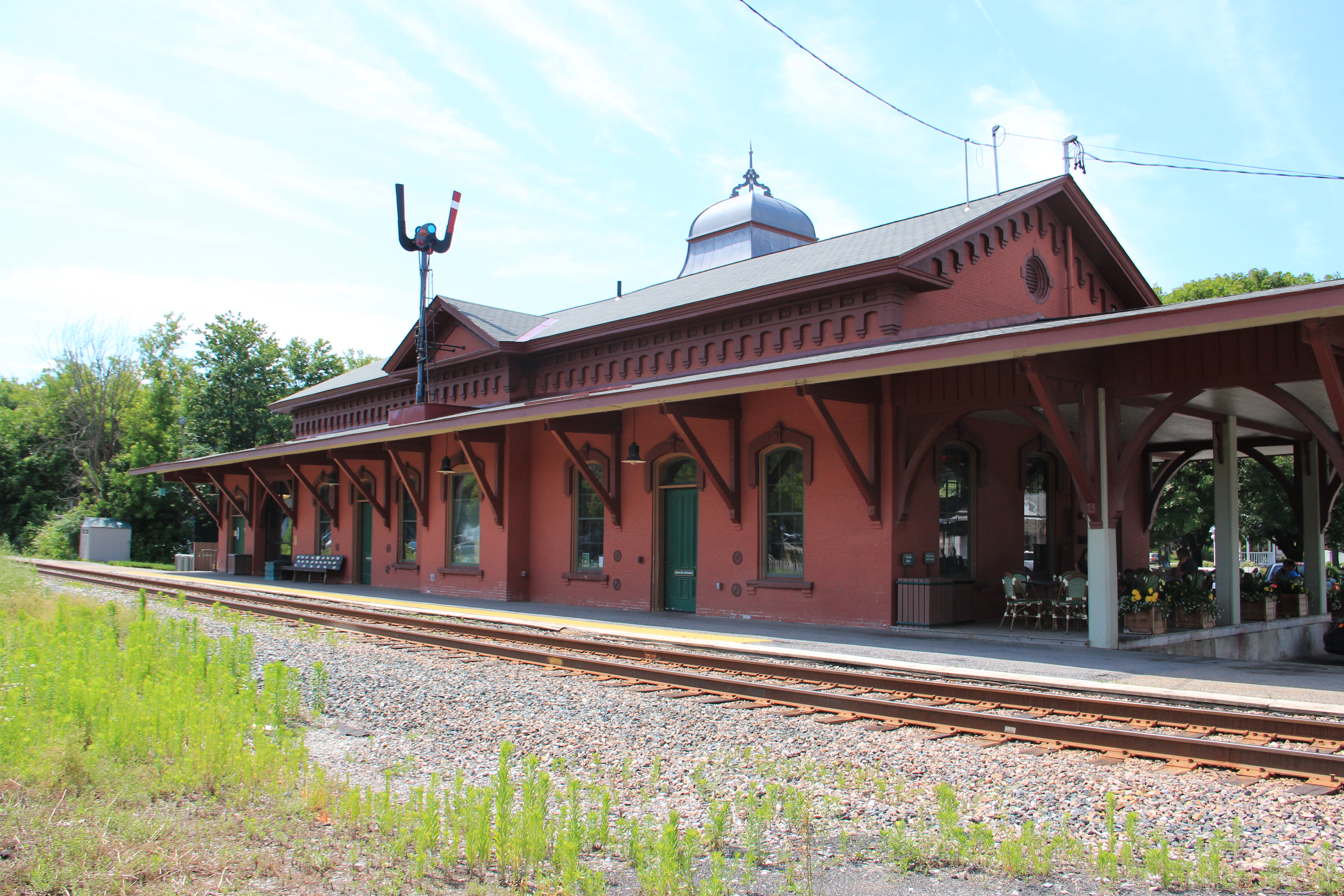
A filmbéli rutlandi vasútállomás

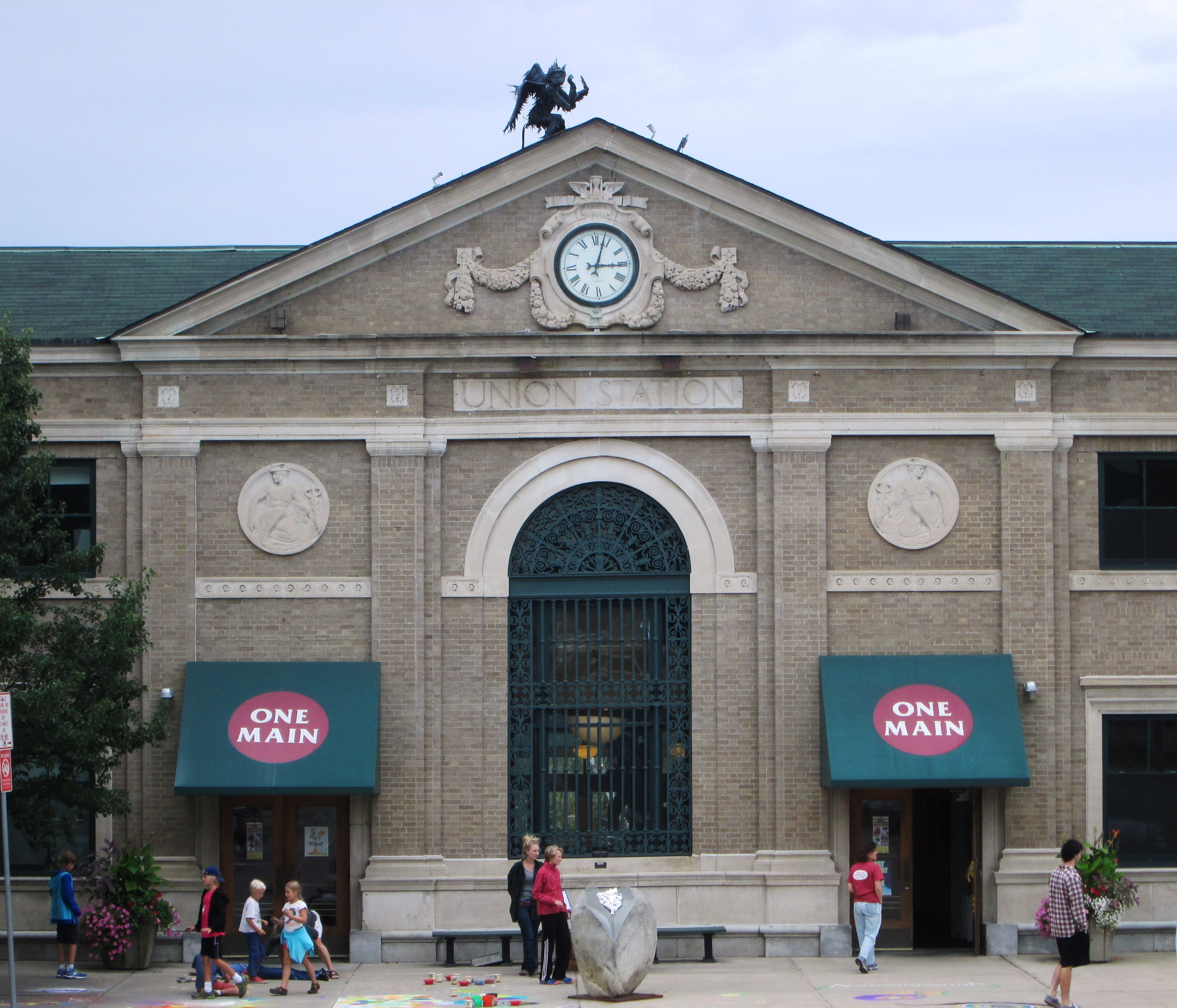
A filmbéli Providence (valójában Burlington) vasútállomása, ahol Charlie ellop egy piros autót

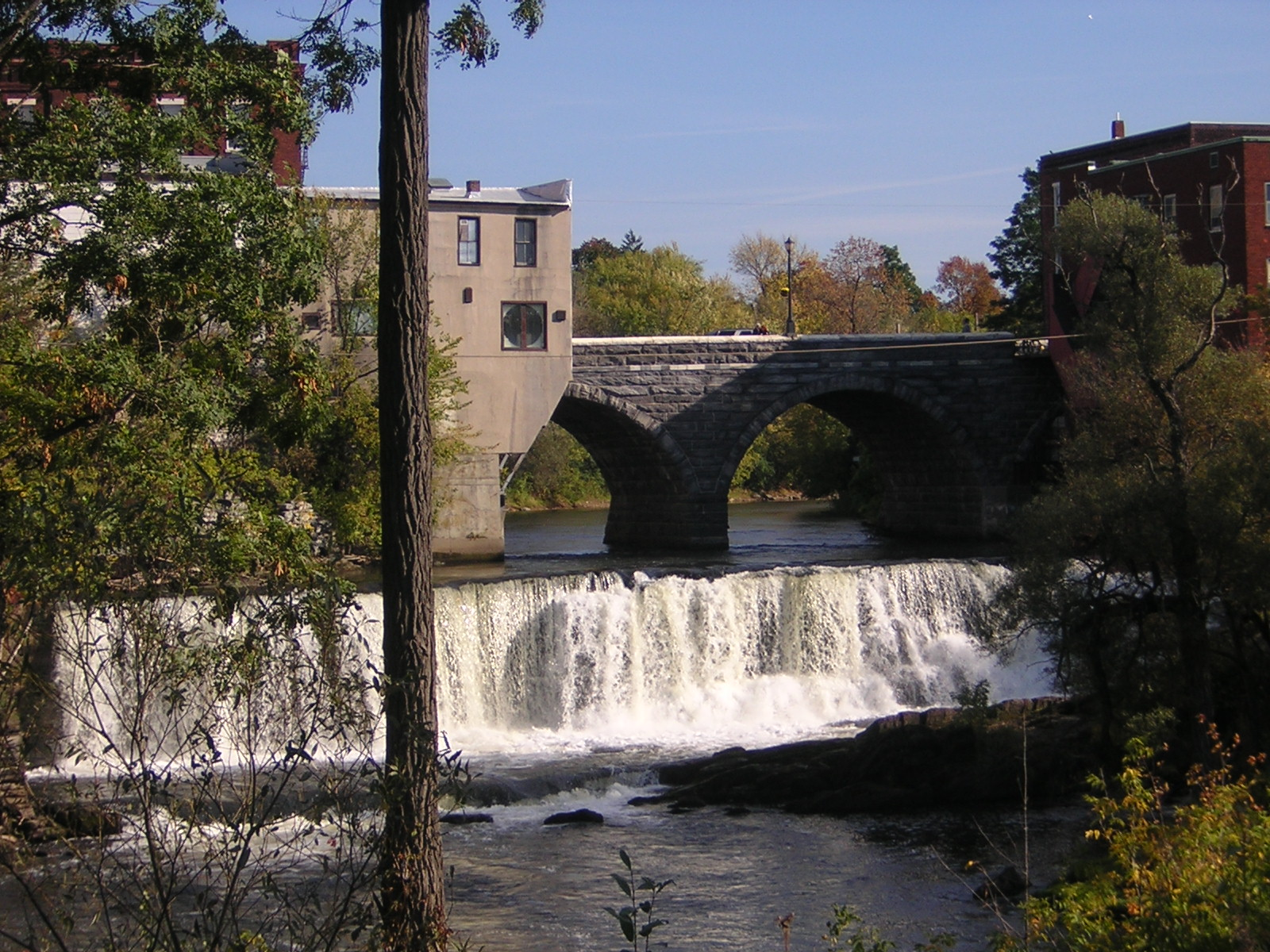
Az Otter Creek folyó Middlebury városban, a végső leszámolás forgatási helyszíne

### A szereplők útvonala
Charlie Jamestown kisvárosban élt, Rhode Island államban. A film Irene felbukkanásától fogva egy utazás, majd menekülés története, egy road movie. A két főhős Jamestown kisvárosból indult, a cél Massene város New York államban, közvetlenül a kanadai határ mentén. Ez autópályán 650 kilométer, de a képsorok tanúsága szerint legalább az út egy részén hosszabb, de szebb útvonalon haladtak. Következő napon kezdődött a menekülés a bűnözők elől. Először New York állam északkeleti részén, Clinton County megyében bolyongtak, közelebbről meg nem határozott területen. Egy étteremben itt ismerkedtek össze Casperrel, az albínó pincérrel. Autóskomppal átkeltek a Balaton méretű Lake Champlain tavon, ezután Vermont államban folytatódott az út. Az éjszakát Rutland város egy moteljében töltötték. Innen ketten Amtrak vonattal utaztak vissza, Casper kocsival eredt a nyomukba. Providence városból Irene a vonattal ment tovább, Charlie/Hank lopott kocsival követte. A cél a Charlie városához legközelebb eső South County vasútállomás, ahol a végső leszámolás is történt. A teljes távolság kb. 1600 kilométer volt.

### Forgatási helyszínek
A film a megszokott helyszínekkel szemben az USA északkeleti, kevésbé közismert területén játszódik, Rhode Island, Vermont és New York államok területén. A forgatás az előbbi kettőben történt, elsősorban Newport és Burlington városok környékén. Noha több település neve is elhangzik, vagy látható a filmben, a forgatás többnyire más helyen volt, így a filmbéli helyszínek a valóságnak nem feltétlenül felelnek meg. Példa: Providence állomásra befut az egy sínpáras vonalról a dízel mozdony vontatta vonat, majd a kalauz szól, hogy itt 10 perc várakozás lesz. A valóságban Providence vasútvonala két sínpáras, villamosított, a pályaudvari jelenetet valójában a vermonti Burlington vasútállomásán forgatták. Az alább felsorolt külső helyszínek mindegyike megtekinthető és egyértelműen beazonosítható a Google Earth utcakép alkalmazással. 
- Charlie kis háza 15 kilométerre délnyugatra állt Jamestowntól, Narragansett településen. Címe Molusk Drive 21. A házat 2004-ben lebontották, helyén egy nagyobb épült.
- A borbélyműhely Jamestownban volt, a Narragansett Avenue 20 szám alatt. Valójában horgász- és vadászfelszerelés üzlet.
- Az út menti benzinkút és kis üzlet, ahol Hank 72 órára „bevásárol”, majd kötözködni kezd egy csikket eldobó egyénnel, a Burligtontól délre fekvő Addison településen van. Neve Addison Four Corners Store, a film készítése óta nem sokat változott.
- A 45. percnél az autó egy tópart felé halad, a kamera helikopterrel követi. A jelenet az Addison és Chimney Point közötti 17-es országút azon a részén készült, ahol az út eléri a Lake Champlain tó partját és balra fordul.
- Az a hely, ahol Hank elveszi egy kislány fagylaltját, majd kárpótlásra számítva megrúgatja magát, valójában egy jégkrémgyár, Waterbury várostól két kilométerre északra. Neve Ben & Jerry's Ice Cream Factory. A kis gyárnak látogatóközpontja és fagylaltozója is van, ahogy a filmben látható.
- Az étterem, ahol megismerkednek Casperrel, a vermonti Richmond településen van, neve Toscano Cafe Bistro. A jellegzetes alakú épületet időközben felújították és zöldesre festették. Az étterem belsejében játszódó jelenetet is itt vették fel.
- Az autóskomp a Lake Champlain tavon jár, Burlington és Port Kent között.
- A filmbéli rutlandi vasútállomás, ahonnan Charlie hazatelefonál, majd felszállnak az Amtrak vonatra valójában a vermonti Waterbury vasútállomása. Az akkoriban rossz állapotú épületet azóta korhűen felújították, egy kis fedett terasszal kibővítették.
- Az Amtrak hálókocsiban játszódó jelenet stúdióban készült, „green box” technikával.
- A filmbéli Providence állomás, ahol Gerke rálő Charlie-ra, ő meg ellop egy Ford Mustangot, valójában a vermonti Burlington vasútállomása és a főbejárat előtti kis tér.
- A Rhode Island-i „South County” vasútállomás, ahol a történet szerint a visszaérkezéskor Irene leszáll, egy pontosabban meg nem határozott helyszín. Rhode Island South County megyéjében több vasútállomás is van, a cselekménynek ebből leginkább a Wickford Junction állomás felel meg. A jelenetet valójában a vermonti Essex Junction város kis vasútállomásán forgatták.
- A végső leszámolási jelenetben látható híd a vermonti Middlebury városban áll, az Otter Creek folyó felett. Eredetileg a folyó partján álló ipari üzembe vezető gyalogoshíd volt, annak bezárása óta turistalátványosság, kiváló kilátóhely a közeli vízesésre. A hidat a forgatásra felismerhetetlen mértékben átalakították. A filmben látható hiányos gyalogospallót a valódi korlát tetejére szerelték, a híd oldalát hatalmas csövekkel takarták el, az eredeti palló egy részét eltávolították, de ócska fabódét, rozsdás kerítést is építettek, még száraz fűcsomókról is gondoskodtak a lerobbant ipari kis híd hiteles látványához. A hidat a forgatás után eredeti állapotára alakították vissza.

## A két főszereplő által használt járművek
- rendőrmotor (Harley-Davidson Electra Glide)
- a korrupt nyomozótól elvitt 1994-es Chevrolet Caprice 9C1
- mentőautó
- tehervonat
- Casper öreg zöld kocsija (1968-as Buick LeSabre Four-Door Sedan)
- autós komp
- helikopter
- Amtrak személyvonat
- lopott piros 1966-os Ford Mustang cabrio
- bérelt ezüst 1998-as Ford Taurus a film végén
- továbbá gyalog az országúton és
- úszva a folyóban

## Állatszereplős jelenetek
A film öt állatszereplős jelenetet tartalmaz, ebből kettő vélhető etikátlannak, ezek a tehén lelövése, valamint a Stubie rendőr és a tyúk jelenet, de egyikben sem valódi állatokat használtak. A szomszéd kutyája jelenetben egy dán dog szerepelt, a neve Fatima, napok alatt lett betanítva a szerepre. A tarantula is valódi volt, a gazdája a kocsi hátsó ülésén vigyázott a jelenet alatt. A film végén a tehén valóban nyakvédőt kapott néhány percre, de nem különösebben zavarta. Nehezen tudták viszont rávenni, hogy a legelést abbahagyva felemelje a fejét és a kamerába nézzen.

## Érdekességek
- A stáblista alatt a szokottól eltérően sok statisztát is megneveznek, a filmből bevágott fotók alapján.
- A stáblista után még látható egy rövid jelenet, melyben Charlie ellőtt, vízbe esett ujját keresik a folyóban.
- A DVD változatban a film végén van egy angol nyelvű felhívás, ha bárki a filmben látható tüneteket észleli magán, sürgősen forduljon orvoshoz.
- A film bevezetéséhez két előzetes és két TV spot készült.
- A filmben Anna Kurnyikova is feltűnik, a rendőrök által körülvett motel jelenetben van néhány mondatos cameoszerepe.
- A film egy jelenetében egy bányatóba lökik kocsijukat, majd Charlie ezután veszi észre, hogy a tárcája a pénzzel benne maradt. Egy kihagyott jelenet szerint Charlie a vízbe ugrik, hogy megkeresse, de kis híján vízbe fullad, Irene menti meg. A tárca nem kerül elő, összesen 9 dollárjuk marad.
- A történet narrátora Rex Allen, Jr., ismert country énekes.
- A három zseni fiú egy német nyelvű kezelési utasítás alapján vezeti a német gyártmányú helikoptert, természetesen mindhárman németül is beszélnek. A német szinkronban a helikopter japán gyártmányú, a leírás is japánul van, a fiúk meg japánul tudnak olvasni és beszélni.
- Michael Bowman valóban albínó, az állapotának megfelelően valóban rosszul látó színész. A filmben a valós életben is használt szemüvege van rajta.

## Logikai hibák
- Nem derül ki, miért volt Irene annyira gyanús, hogy volt barátja meg akarja öletni.
- Nem derül ki, hogy a helikopteres fiúk és Casper honnét tudták, pontosan hol kell kettejüket keresni.
- Nem egyértelmű, hogy miután a fél ország őket kereste, honnét derült ki hirtelen Charlie és Irene ártatlansága.
- Egy orr- és állplasztikai műtét gyógyulási ideje hetekbe telhet, költsége hatalmas.
- Vermont és Providence között nincs közvetlen vonat-összeköttetés.

## Filmzenei album
Me, Myself & Irene (Music From The Motion Picture) – Elektra Records – 7559-62512-2
- Foo Fighters – Breakout
- Smash Mouth – Do It Again
- Third Eye Blind – Deep Inside of You
- The Offspring – Totalimmortal
- Ellis Paul Torrance – The World Ain't Slowin' Down
- Wilco – Any Major Dude Will Tell You
- Ivy – Only A Fool Would Say That
- Hootie & The Blowfish – Can't Find The Time To Tell You
- Brian Setzer Orchestra – Bodhisattva
- The Push Stars – Bad Sneakers
- Marvelous 3 – Reelin' In The Years
- Pete Yorn – Strange Condition
- Ben Folds Five – Barrytown
- Billy Goodrum – Razor Boy
- Tom Wolfe – Where He Can Hide

## A film teljes zeneanyaga
- Junior Brown – Highway Patrol
- Wilco – Any Major Dude Will Tell You
- XTC – I'd Like That
- Cake – Hem of your Garment
- Ellis Paul – The World Ain't Slowin' down
- Brian Setzer – Bodhisattva
- Jimmy Luxury and the Tommy Rome Orchestra – I Love Life, Sentimental Guy, Love Me Cha Cha
- The Dwarves – Motherfucker
- Hipster Daddy-O and The Handgrenades – Perpetrator
- Sally Taylor, Chris Soucy – Don't Say You don't Remember
- Hootie and the Blowfish – Can't Find the Time to Tell You
- Third Eye Blind – Deep Inside of You
- Pete Yorn – Strange Condition, Just Another
- Smash Mouth – Do It Again
- Bret Reilly – It's Alright
- Tom Wolfe – Where He Can Hide
- Harknox – Fire Like This
- The Push Stars – Bad Sneakers
- Freedy Johnston – Monkey
- Foo Fighters – Breakout
- Billy Goodrum – Razor Boy
- Billy Valentine – Happy Feeling
- Ivy – Only a Fool Would Say That
- Leon Redbone – Chain Lightning
- Alta Miora – El Capitan
- The Offspring – Totalimmortal

## Díjak és jelölések
- Blockbuster Entertainment Awards 2001 – Renée Zellweger, legjobb színésznő jelölés
- Blockbuster Entertainment Awards 2001 – Jim Carrey, legjobb színész jelölés
- Blockbuster Entertainment Awards 2001 – Michael Bowman, legjobb mellékszereplő jelölés
- MTV Movie Awards 2001 – Jim Carrey, legjobb vígjátéki színész jelölés
- Teen Choice Awards 2000 – Jim Carrey, az arconrúgás utáni leesésért kapott díja. A jelenetet kaszkadőr nélkül vették fel.
- World Stunt Awards 2001 – Denney Pierce, legjobb autós kaszkadőri munka díja (Gerke elgázolása)

## Bevételek
A film 90 570 999 dollárt szerzett az Egyesült Államokban, és további 58 700 000 dollárt nemzetközileg, így világszerte összesen 149 270 999 dollárt termelt. A filmnek a legtöbb bevétele a bemutató hétvégéjén volt 2000. június 20-án 24,2 millió dolláros bevétellel.

## Fogadtatás
A film általánosságban vegyes kritikákat kapott. A Rotten Tomatoes 97 értékelés alapján 48%-os pontszámot adott, és az átlagos értékelése 5,4 / 10. Azzal egyetértettek, hogy Farrellyéknak sikerült pár nevetést produkálnia Irénnel, de a viccek már nem sikerültek olyan jól.

## Mozielőzetes
- https://www.youtube.com/watch?v=ssx_riw1Y9Y